# Гуинн, Доминик
Доминик Гуинн (англ. Dominick Alexander Guinn; род. 20 апреля 1975, Хот-Спрингс, Арканзас, США) — американский боксёр-профессионал, выступавший в тяжёлой весовой категории.
Топ-боксёр начала 2000-х годов, за всю свою боксёрскую карьеру не проиграл не одного боя досрочно, а все 13 проигранных боёв, были проиграны по очкам. Встречался с такими топовыми и около-топовым бойцами как: Барретт, Ляхович, Тони, Томпсон, Чемберс, Пулев, Мансур, Бойцов, Адамек, Х. Фьюри и Шпилька.

## Любительская карьера
Гуинн начал заниматься боксом в возрасте девяти лет. Его боксерские навыки были разработаны поздно, ведь в начале занятий боксом, проиграл около 20 первых поединков. Побеждать Гуинн начал с 12 лет и дошёл до четвертьфинала в юношеском чемпионате штат Мичиган в весовой категории до 139 фунтов. Позже занял серебро на этом турнире выступая в весовой категории до 147 фунтовая в 15 лет. Гуинн проиграл в финале. Гуинн выиграл 19 лет юношеский чемпионат мира в 1993 году. Начиная с 1996 года, когда он отбывал 10-и месячное тюремное заключение. Бывший член банды, Гуинн вышел из тюрьмы 30 октября 1996 года.
Гуинн выиграл Национальный чемпионат Золотые перчатки в 1997 и 1999 годах. В 1998 году Гуинн выиграл национальный чемпионат США и выиграл бронзовую медаль на Играх доброй воли в Нью-Йорке. Его любительский рекорд был 290-26. Не смог участвовать на Олимпийских играх 2000 года, так как проиграл в финальном отборочном бою, Кэлвину Броку.

## Профессиональная карьера
Дебютировал в июне 2000 года. В первые три года провёл 21 победных поединков против малоизвестных рейтинговых боксёров.
В апреле 2004 года Гуинн встретился с бывшим претендентом на титул Майклом Грантом. Бой проходил преимущественно в ближней дистанции. Боксеры много клинчевали. В конце 3-го раунда Гуинн в контратаке левым хуком попал в челюсть Гранта. Грант упал. Он встал на счёт 4. В начале 4-го раунда Гуинн левым апперкотом попал противнику в челюсть. Грант упал на канаты. Гуинн попытался добить, но Грант упал на канвас. Рефери начал отсчет. Грант встал на счёт 6. Сразу после продолжения боя Гуинн бросился в атаку. Он попал двойкой в челюсть противнику. Падая, Грант схватил Гуинна, и они оба упали. Судья отсчитал Гранту нокдаун. Он встал на счёт 6. Остаток раунда прошёл в бесплодных атаках и клинчах. В середине 7-го раунда Гуинн левым хуком попал в челюсть противнику. Потрясённый Грант, отошёл к канатам. Гуинн провел несколько ударов вскользь. А потом сильнейшим левым хуком попал в открытую челюсть. Грант свалился. Он встал, но рефери остановил бой.
В сентябре 2003 года Гуинн вышел на ринг против опытного нигерийского боксёра, который в имел в своём послужном списке 21 победу при всего одном поражении (по очкам Фресу Окендо). Во втором раунде от случайного столкновения головами, Дункан получил рассечение. В пятом седьмом, девятом, и в конце десятого раунда, Гуинн потрясал Диковари, но нигериец упорно не желал падать. По итогам 10-и раундов Гуинн победил по очкам нигерийского нокаутера Дункана Докивари.
В ноябре 2003 года, Доминик победил по очкам джорнимена Деррика Бэнкса.

### Спад карьеры
В марте 2004 года Гуинн потерпел своё первое поражение, проиграл раздельным решением Монте Барретту. В июле 2004 года Гуинн в 1-м раунде нокаутировал бывшего претендента Фила Джексона.
В декабре 2004 года, Доминик проиграл по очкам Белорусскому проспекту, Сергею Ляховичу.
В апреле 2005 года Гуинн встретился с нигерийцем Фрайдеем Ахунаньей. После 10 раундов судьи объявили ничью. Неофициальный судья телеканала ESPN Тэдди Атлас посчитал, что победил с разгромным счетом Гуинн.
В октябре 2005 года Джеймс Тони без труда победил бывшего проспекта Доминика Гуинна. В рейтинговом поединке разыгрывался титул чемпиона Америки по версии IBA.
В апреле 2006 года Гуинн победил олимпийского чемпиона 2000 года британца Одли Харрисона.
В июне 2006 года он проиграл проспекту Тони Томпсону. В конце года победил по очкам Зака Пейджа. В феврале 2007 года Гуинн победил по очкам джорнимена, Зури Лоуренса.
В мае 2007 года, непобеждённый американский проспект, Эдди Чемберс, уверенно победил по очкам Доминика Гуина.
В декабре 2007 года Гуинн встретился с джорнименом, Робертом Хоукинсом. Бой проходил в низком темпе и в постоянной возне. Единогласным решением судей победителем был объявлен Хоукинс.
После поражения от Хоукинса, Гуинн 10 месяцев не выходил на ринг. Вышел на ринг андердогом против канадского проспекта, олимпийского призёра, Жана-Франсуа Бержерона (27-1), и неожиданно для всех нокаутировал Бержерона во втором раунде.
Через 2 недели победил по очкам Гейба Брауна. В апреле 2005 года совершил ещё одну сенсацию, нокаутировал в первом раунде непобеждённого Джонни Уайта (21-0).
Победил двух рейтинговых боксёров и в октябре 2010 года, с разгромным счётом проиграл болгарину, Кубрату Пулеву (8-0).
Следующие 2 боя проиграл также разгромно американцу Амиру Мансуру (16-0), и россиянину, Денису Бойцову (25-0).
В июне 2012 года нокаутировал в первом раунде Стейси Фрейзера.
3 августа 2013 года разгромно проиграл по очкам поляку, Томашу Адамеку и ушёл из профи бокса почти на 2 года.
28 февраля 2015 года вернулся в ринг и победил техническим нокаутом Донни Дэвиса.
26 марта 2016 года уступил по очкам Хьюи Фьюри.